# Cabinet McAllister
Basse-Saxe
Wulff II Weil I
Le cabinet McAllister (Kabinett McAllister, en allemand) est le gouvernement du Land allemand de Basse-Saxe entre le 1er juillet 2010 et le 19 février 2013, durant la seizième législature du Landtag.

## Coalition et historique
Dirigé par le nouveau ministre-président chrétien-démocrate David McAllister, il est soutenu par une « coalition noire-jaune » entre l'Union chrétienne-démocrate d'Allemagne (CDU) et le Parti libéral-démocrate (FDP), qui disposent ensemble de 81 députés sur 152 au Landtag, soit 53,2 % des sièges.
Il a été formé à la suite de la démission de Christian Wulff, élu président fédéral d'Allemagne et succède au cabinet Wulff II, soutenu par une alliance identique. Aux élections régionales du 20 janvier 2013, la coalition au pouvoir ne remporte que 68 sièges sur 137, contre 69 à l'opposition de centre gauche. Le 19 février suivant, il est remplacé par le premier cabinet du social-démocrate Stephan Weil, formé d'une « coalition rouge-verte » entre le Parti social-démocrate d'Allemagne (SPD) et l'Alliance 90 / Les Verts (Grünen).

## Composition

### Initiale
| Poste                                                                                         | Ministre | Ministre                                                                          | Parti |
| --------------------------------------------------------------------------------------------- | -------- | --------------------------------------------------------------------------------- | ----- |
| Ministre-président                                                                            |          | David McAllister                                                                  | CDU   |
| Vice-ministre-président Ministre de l'Économie, du Travail et des Transports                  |          | Jörg Bode                                                                         | FDP   |
| Ministre de l'Intérieur, des Sports et de l'Intégration                                       |          | Uwe Schünemann                                                                    | CDU   |
| Ministre de l'Alimentation, de l'Agriculture, de la Consommation et du Développement régional |          | Astrid Grotelüschen (jusqu'au 17/12/2010) Gert Lindemann (à partir du 19/01/2011) | CDU   |
| Ministre des Finances                                                                         |          | Hartmut Möllring                                                                  | CDU   |
| Ministre de la Justice                                                                        |          | Bernd Busemann                                                                    | CDU   |
| Ministre de l'Éducation                                                                       |          | Bernd Althusmann                                                                  | CDU   |
| Ministre de la Science et de la Culture                                                       |          | Johanna Wanka (jusqu'au 13/02/2013)                                               | CDU   |
| Ministre de l'Environnement et de la Protection du climat                                     |          | Hans-Heinrich Sander (jusqu'au 17/01/2012) Stefan Birkner                         | FDP   |
| Ministre des Affaires sociales, des Femmes, de la Famille, de la Santé et de l'Intégration    |          | Aygül Özkan                                                                       | CDU   |